# ユルヘン・ルランツ
ユルヘン・ルランツ（Jürgen Roelandts、1985年7月2日 - ）は、ベルギー、アス出身の自転車競技（ロードレース）選手。
ユルヘン・ローランツ、ユルヘン・ルーランツ、ユルゲン・ルーランツとも表記される。

## 経歴
2007年
- パリ〜ツールのU23部門で優勝。

2008年、サイレンス・ロット(現 ロット・ベリソル）と契約を結んでプロ転向。
- 国内選手権・個人ロードレース優勝。
- エネコ・ツアーポイント賞獲得。
- ツール・ド・ポローニュ区間1勝。

2009年
- ツール・ド・ポローニュポイント賞。
- ブエルタ・ア・エスパーニャ初出場、総合119位。

2010年
- ツアー・ダウンアンダー新人賞、総合8位。

2011年
- E3プライス・フラーンデレン 2位
- ヴァッテンフォール・サイクラシックス 6位
- グランプリ・シクリスト・ド・モンレアル 4位
- 世界選手権・個人ロードレース 5位

2012年
- ロンドン五輪・個人ロード 7位
- GP西フランス・プルエー 5位
- グランプリ・シクリスト・ド・モンレアル 7位
- ユーロメトロポール・ツアー 優勝

2013年
- ロンド・ファン・フラーンデレン 3位

2018年、BMC・レーシングチームに移籍
- ボルタ・ア・ラ・コムニタ・バレンシアナ　区間優勝（第5ステージ）

2019年、モビスター・チームに移籍